# Hot N' Fun
"Hot N' Fun" je píseň americké hip-hopové skupiny N.E.R.D. Píseň pochází z jeho čtvrtého studiového alba Nothing. Produkce se ujal producent The Neptunes. S touto písní mu vypomohla portugalská popová zpěvačka Nelly Furtado.

## Hitparáda
| Země           | Umístění |
| -------------- | -------- |
| Austrálie      | 52       |
| Belgie         | 23       |
| Kanada         | 98       |
| Nizozemí       | 88       |
| Velká Británie | 49       |